# Kobern-Gondorf
Kobern-Gondorf település Németországban, Rajna-vidék-Pfalz tartományban. Lakosainak száma 3185 fő (2023. december 31.).

## Népesség
A település népességének változása:
| Lakosok száma | 3081 | 3206 | 3090 | 3119 | 3117 | 3153 | 3185 |
|               | 1975 | 2010 | 2017 | 2019 | 2021 | 2022 | 2023 |